# Lijst van burgemeesters van Aa en Hunze
Dit is een lijst van burgemeesters van de Nederlandse gemeente Aa en Hunze in de provincie Drenthe. Op 1 januari 1998 werden de gemeenten Anloo, Gasselte, Gieten en Rolde samengevoegd tot de nieuwe gemeente Aa en Hunze.
| Ambtsperiode                         | Naam burgemeester    | Partij of stroming | Bijzonderheden                  |
| ------------------------------------ | -------------------- | ------------------ | ------------------------------- |
| 1998 - 2007                          | Rein Munniksma       | PvdA               |                                 |
| 2007 - 2017                          | Eric van Oosterhout  | PvdA               |                                 |
| 2017                                 | Jan Hoekema          | D66                | waarnemend                      |
| 14 september 2017 - 31 december 2018 | Piet van Dijk        | VVD                | Vanaf mei 2018 met ziekteverlof |
| 1 juli 2018 - 11 september 2019      | Ton Baas             | VVD                | waarnemend                      |
| 12 september 2019 - heden            | Anno Wietze Hiemstra | CDA                | [ 4 ]                           |